# Eryphanis polyxena
Eryphanis polyxena is een vlinder uit de familie Nymphalidae. De wetenschappelijke naam is gepubliceerd in 1775 door Meerburgh.

## Kenmerken
De bovenvleugels van het mannetje vertonen een prachtige blauwe weerschijn en een gele, ovale vlek met geurschubben aan de binnenste rand van de achtervleugels. Het kleurenpatroon aan de onderzijde bevat veel tinten bruin en een paar relatief kleine oogvlekken.

## Verspreiding en leefgebied
Deze vlindersoort komt voor in de regenwouden van Guatemala tot het Amazonebekken in Brazilië tot op een hoogte van 1200 meter.

## Rups en waardplanten
De waardplanten voor de rupsen zijn bamboesoorten. 